# Alma Llanera

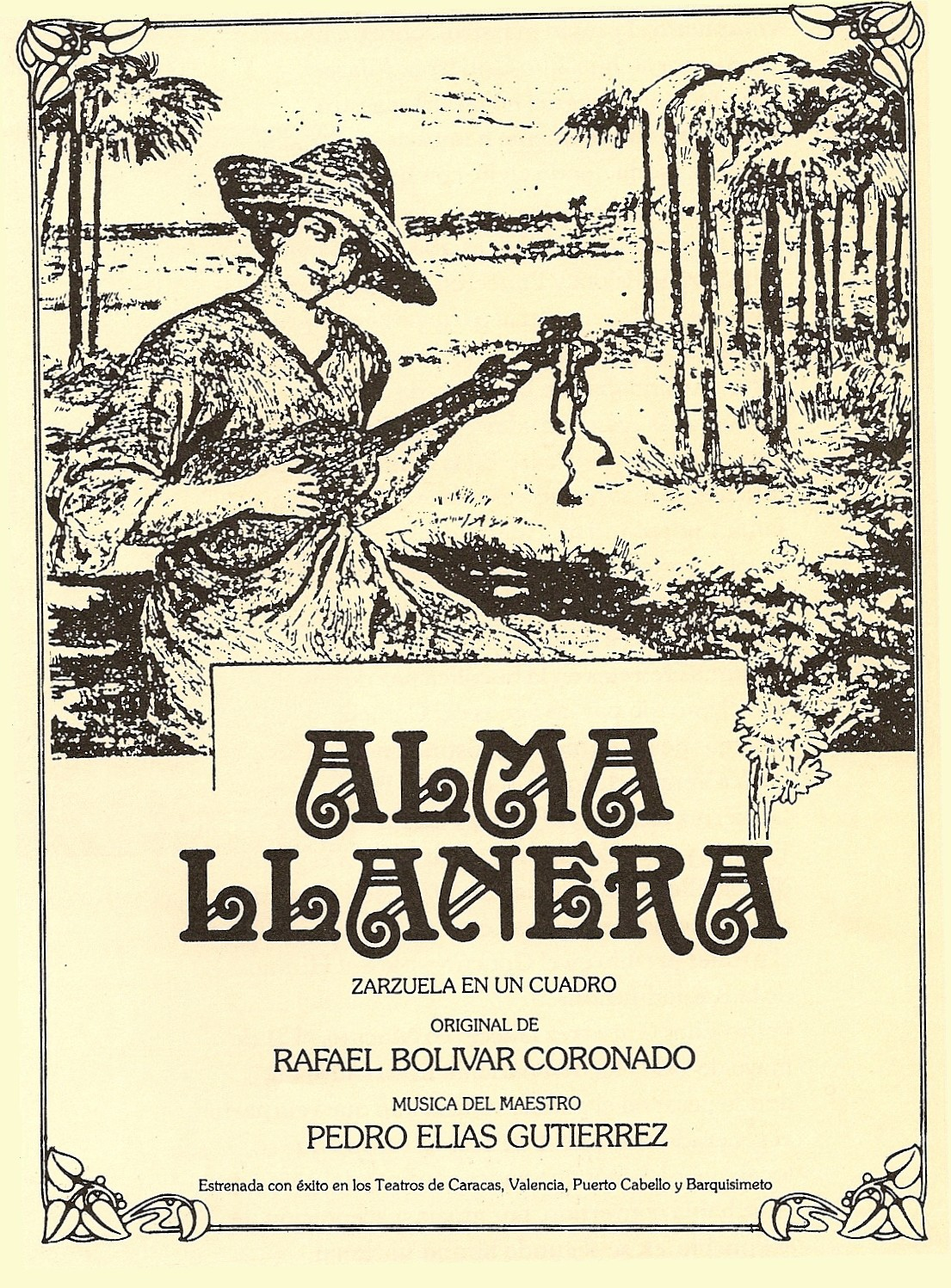
Copertina della prima edizione di Alma Llanera, secondo inno, non ufficiale, del Venezuela

Alma Llanera è una famosa canzone joropo composta da Pedro Elías Gutiérrez su parole di Rafael Bolívar Coronado. Essa è parte di una zarzuela la cui prima venne data nel 1914 al Teatro Municipal de Caracas.

## Storia
Alma Llanera è considerata il secondo inno, non ufficiale, del Venezuela. È tradizione, in Venezuela, alla fine di qualsiasi riunione sociale o di partito intonare Alma Llanera. L'Orchestra sinfonica del Venezuela ha realizzato un arrangiamento di questo pezzo di musica per commemorare i 75 anni di questa canzone molto popolare.
Oggi Alma Llanera è considerata come un punto di riferimento delle canzoni dell'America Latina ed è stata eseguita da molti cantanti famosi in tutto il mondo come il tenore spagnolo, Plácido Domingo.